# Paolo della Scala
Paolo della Scala (... – 7 gennaio 1441) è stato un nobile italiano e considerato il capostipite del ramo bavarese dei Della Scala, detta anche Von der Leiter.

## Biografia
Era figlio di Guglielmo della Scala e di una donna di cui è sconosciuto il casato.
Visse alla corte di Nicodemo della Scala, vescovo di Frisinga. Nel 1425 l'imperatore Sigismondo di Lussemburgo lo nominò maggiordomo del giovane Ludovico, futuro duca di Baviera, figlio del duca Ludovico VII di Baviera-Ingolstadt.

## Discendenza
Paolo sposò Amalia Frauenberg, dalla quale ebbe tre figli:
- Maria, sposò Michele di Risembourg
- Giovanni (?-1490), sposò Elena Closen
- Anna, sposò Guglielmo Lindbourg